# 靖海侯
靖海侯可以指：
- 吳禎
- 三等靖海侯，1690年9月（康熙二十九年九月），漢軍镶黄旗施琅以平臺灣功，晉封靖海侯，並恩賜其侯爵代代世襲，施琅於1696年卒，諡「襄庄」

歷任三等靖海侯
- 初封
  - 施琅
    - 1690年9月晉封三等靖海侯。（康熙七年三月已破格封為伯爵）
- 一次襲
  - 施世范
    - 琅子，康熙三十五年五月，襲。
- 二次襲
  - 施廷皐
    - 世范子，乾隆二年十二月，襲。
- 三次襲
  - 施純愷
    - 廷皐子，乾隆二十四年十二月，襲。
- 四次襲
  - 施錪
    - 純愷子，乾隆四十一年十二月，襲。
- 五次襲
  - 施秉仁
    - 錪子，乾隆四十七年十二月，襲。
- 六次襲
  - 施斌
    - 秉仁子，嘉慶十九年，襲。
- 七次襲
  - 施德霖
    - 斌子，道光七年，襲。
- 八次襲
  - 施德露
    - 德霖弟，咸豐六年，襲。
- 九次襲
  - 施振
    - 德露子，同治十年，襲。
- 十次襲
  - 施恩榮
    - 振子，光緒十一年，襲。
- 十一次襲
  - 施澍
    - 恩榮堂叔，光緒二十一年，襲。
- 十二次襲
  - 施普澤
    - 澍族弟，光緒三十二年，襲。

## 靖海侯府
靖海侯府位於福建省晉江龍湖鎮衙口村，是傳統閩南建築風格的古建築群，面積二千五百平方公尺，建成於康熙二十八年（1689年）。